# 白暹
白暹，山西陽城人，明朝政治人物。舉人出身。
永樂六年，戊子科山西鄉試中舉，后任寶坻教諭。